# Catedral de Bayeux
La catedral de Nuestra Señora de Bayeux (en francés: Cathédrale Notre-Dame de Bayeux), sede del obispado de Bayeux (una diócesis católica), es la catedral de la ciudad de Bayeux, en la actual Francia. Es monumento nacional, de estilo románico normando.
Ocupa el lugar de antiguos templos romanos y prerrománicos. El templo cristiano actual fue consagrado el 14 de julio de 1077 en presencia del Duque de Normandía y Rey de Inglaterra Guillermo el Conquistador. Fue en esta catedral donde tuvo lugar probablemente el homenaje que infeudaba a Harold Godwinson y justificó la posterior conquista normanda de Inglaterra (1066), ilustrada en el tapiz de Bayeux.

## Arquitectura
Tras serios daños sufridos en el siglo XII, algunas partes de la catedral fueron reconstruidas en estilo gótico, como el cimborrio, el transepto y el lado oriental. La construcción del cimborrio se inició en el siglo XV, aunque no fue concluido hasta el siglo XIX.

## Galería de imágenes

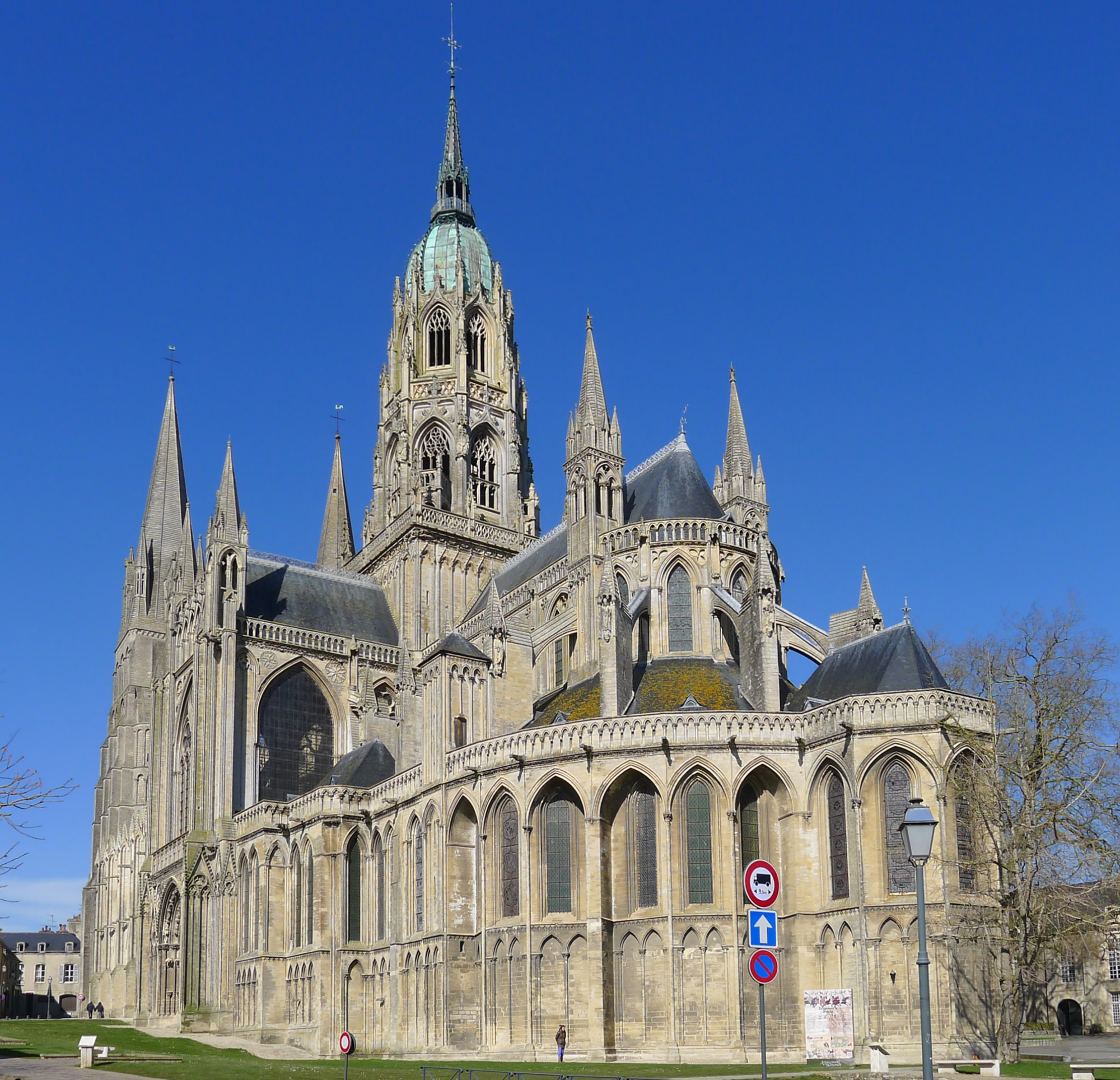
Vista de la cabecera
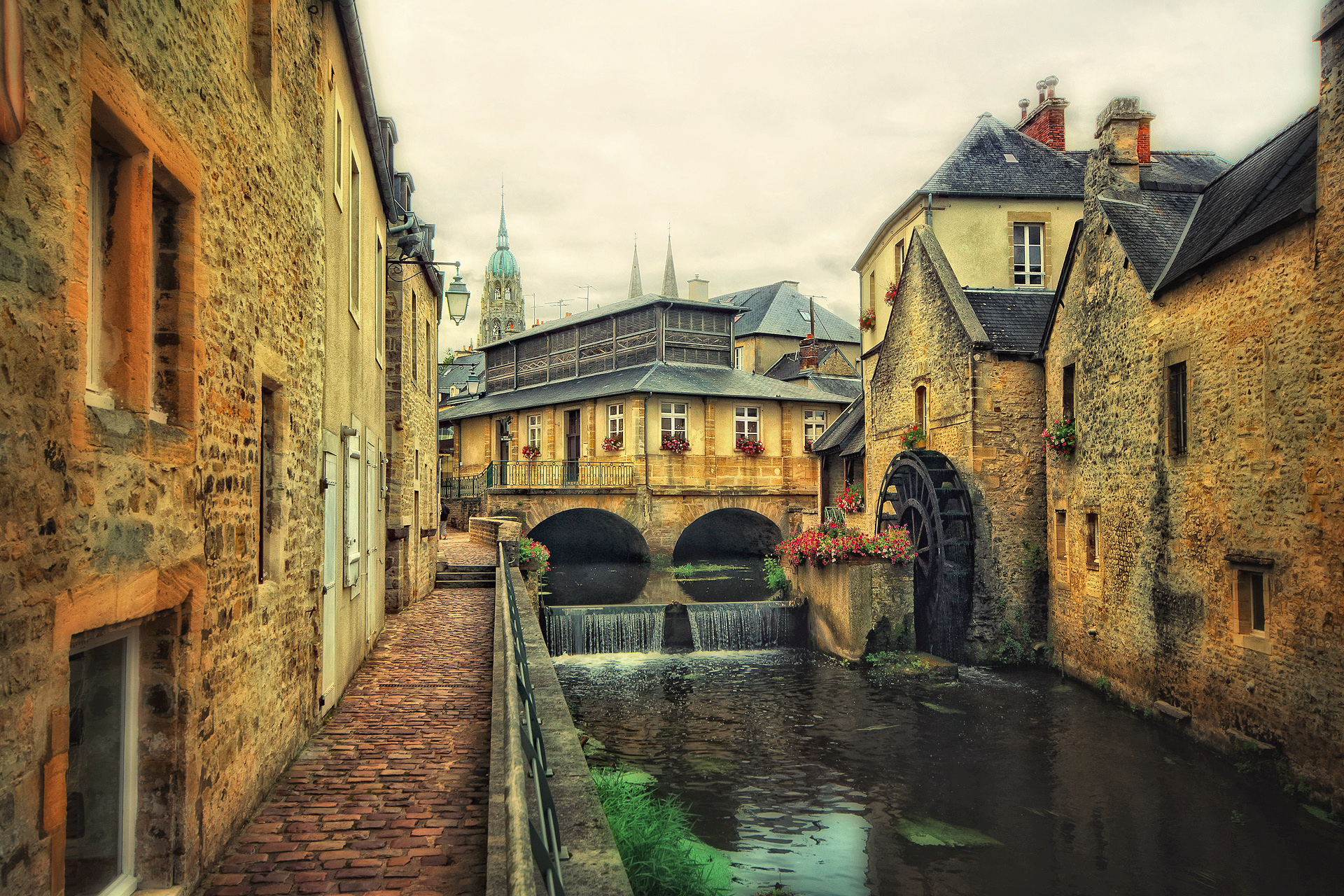
Vista desde el entorno.
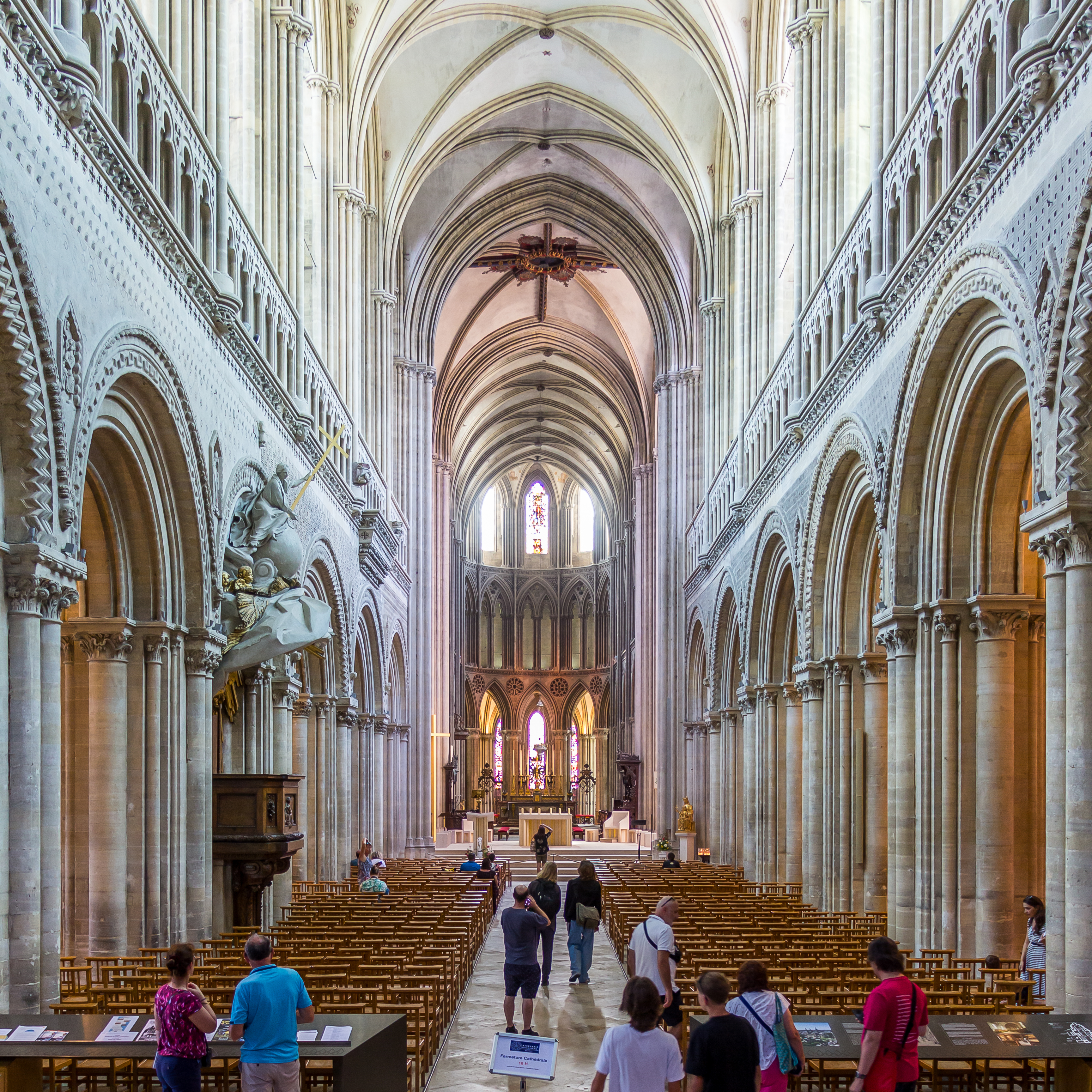
Interior.
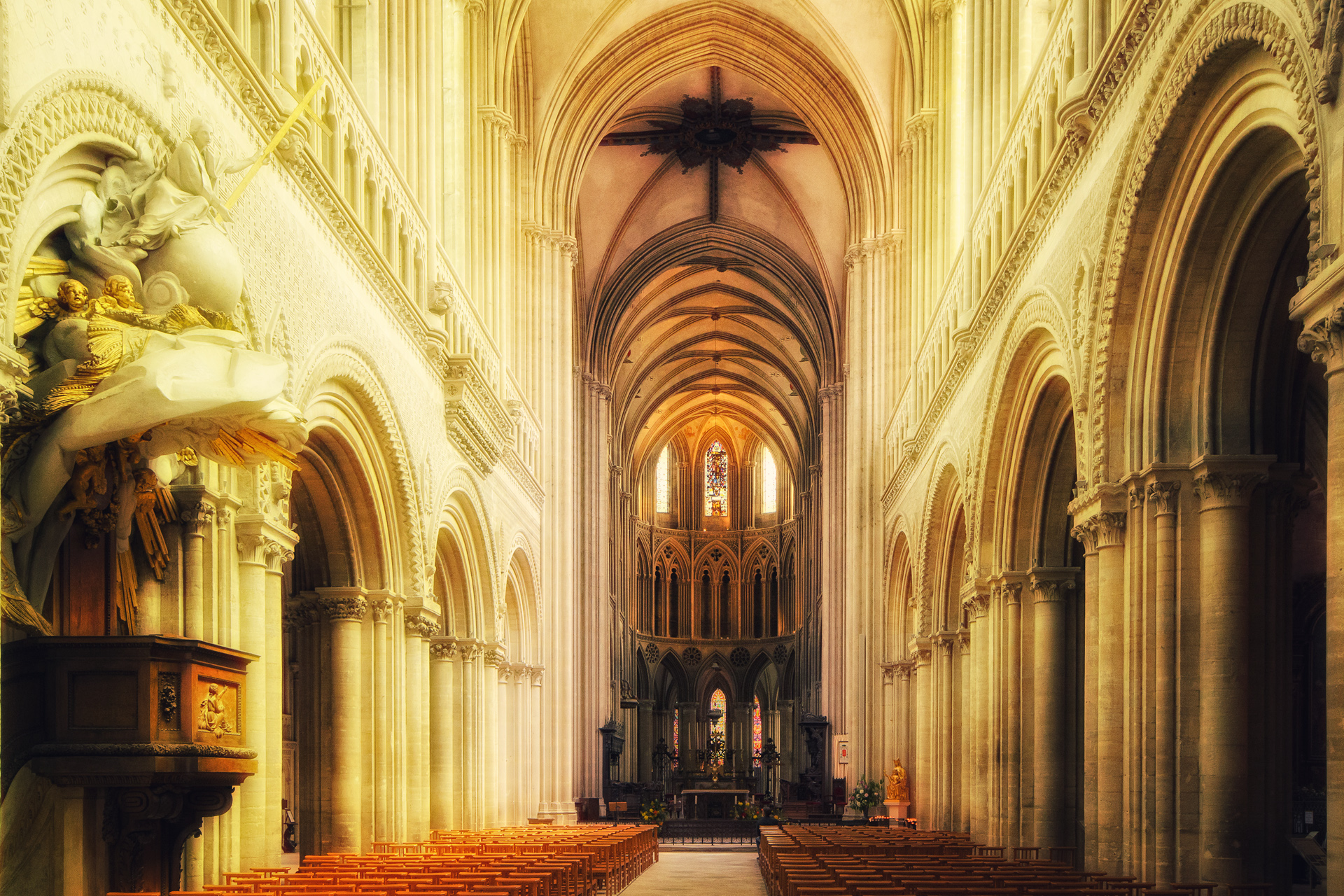
Interior.
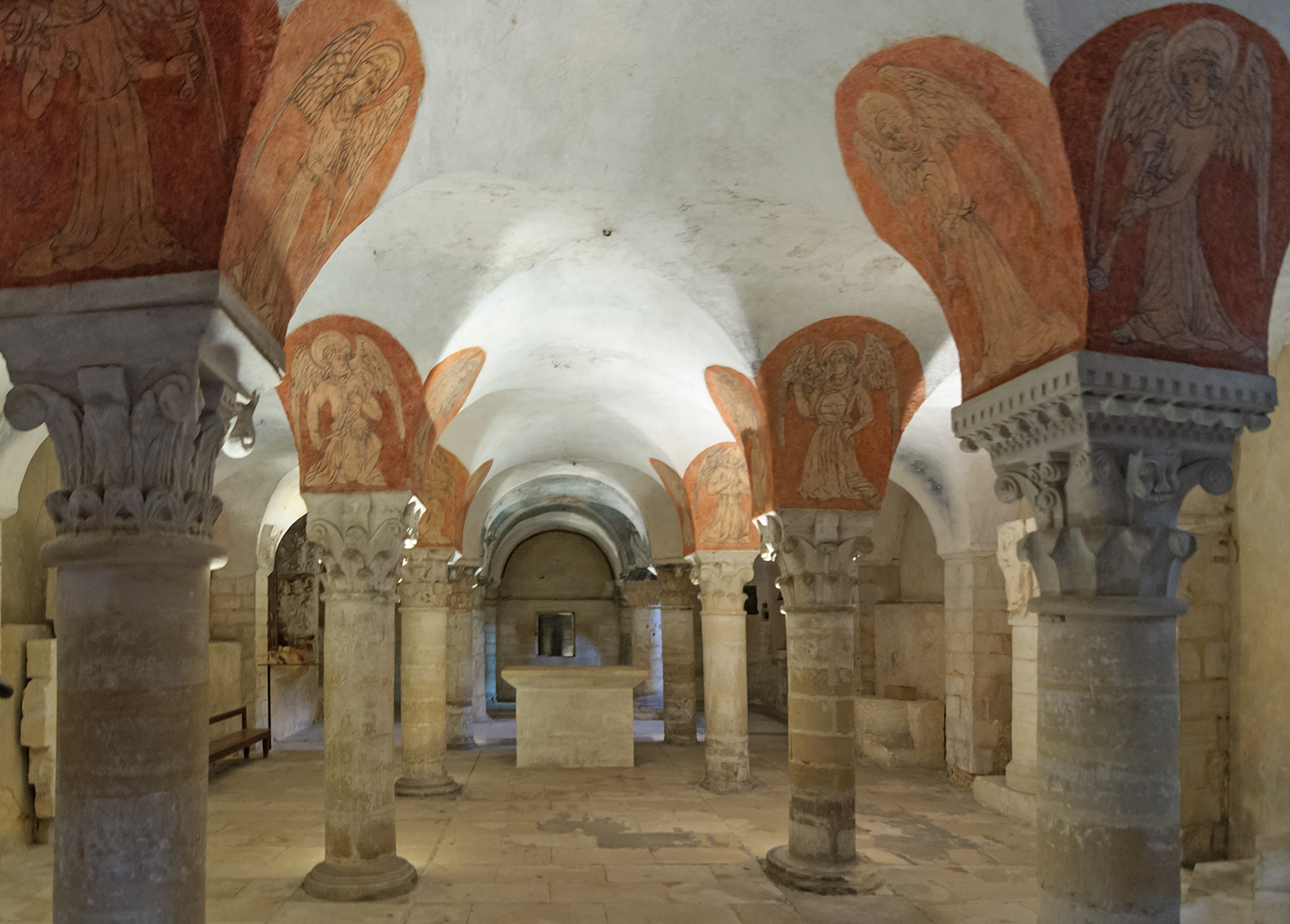
Cripta.
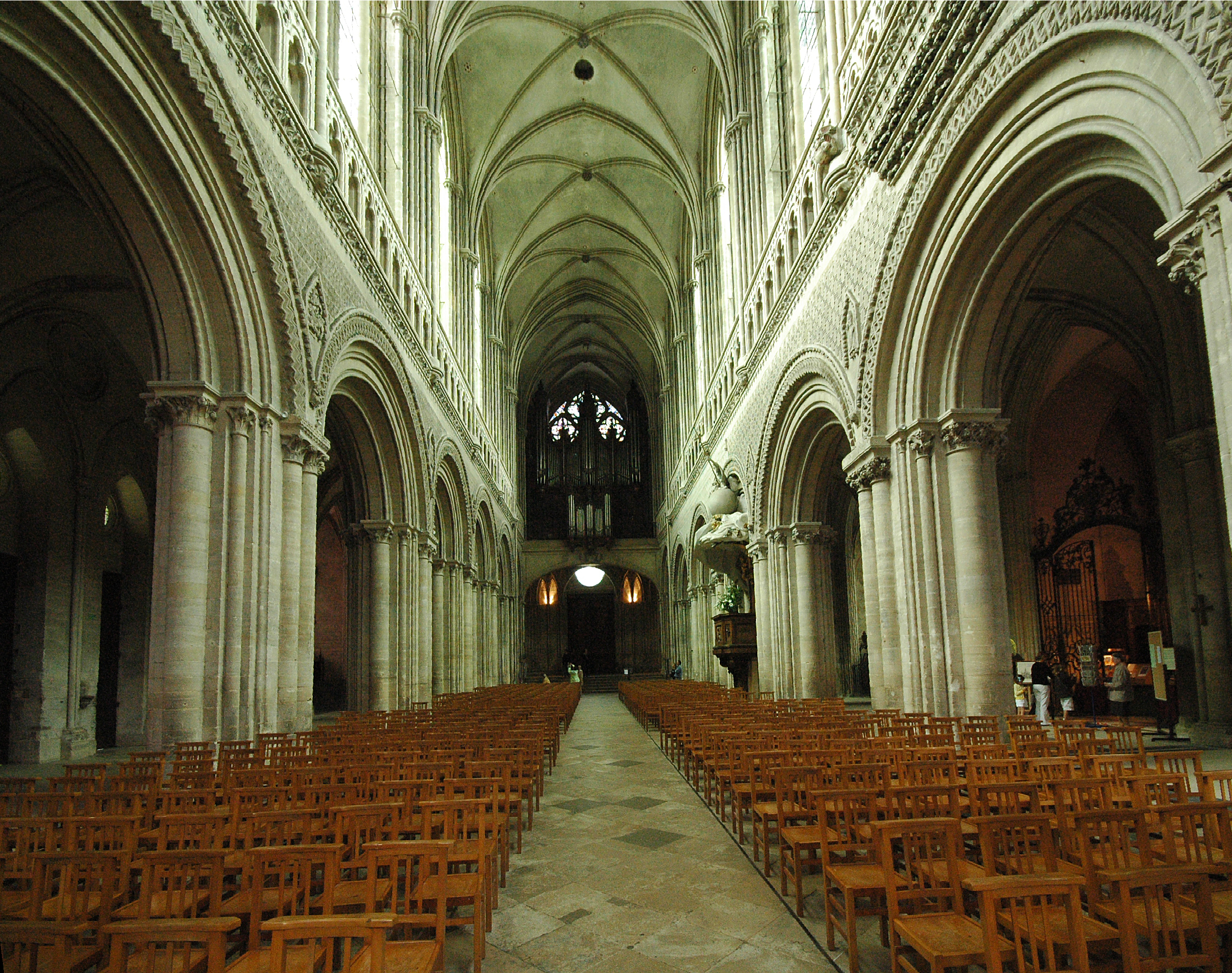
Interior.
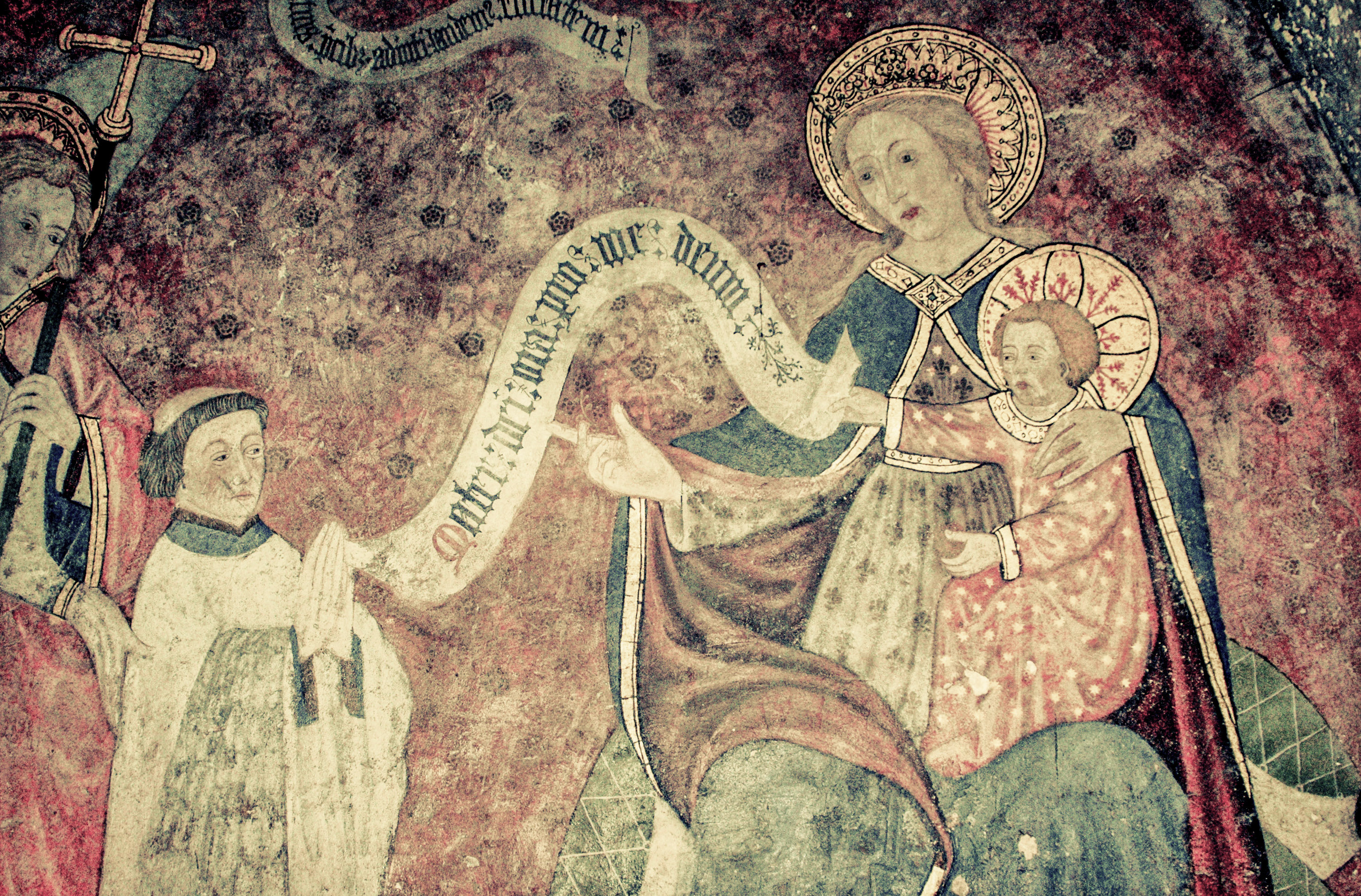
Fresco de la cripta.
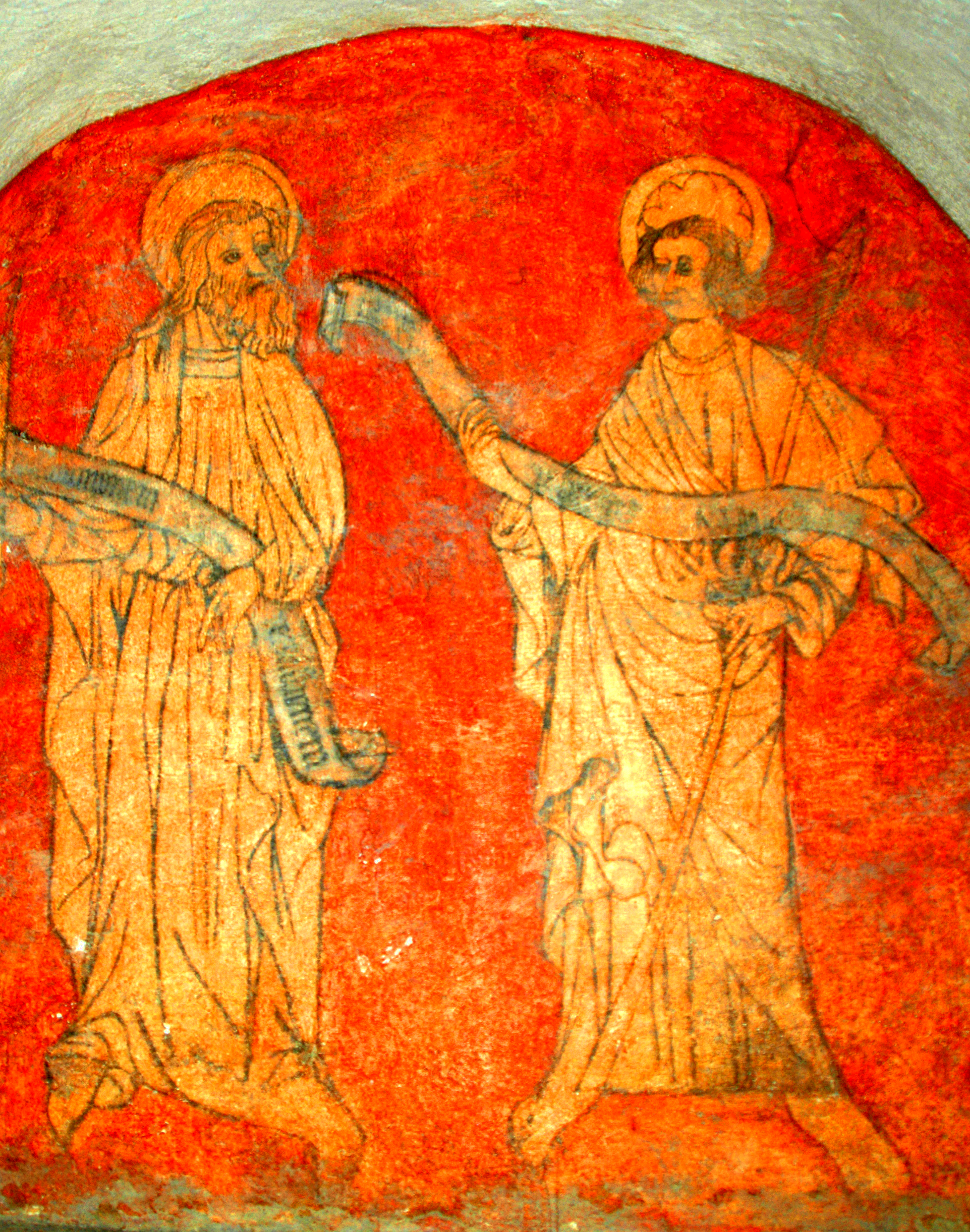
Fresco de la cripta
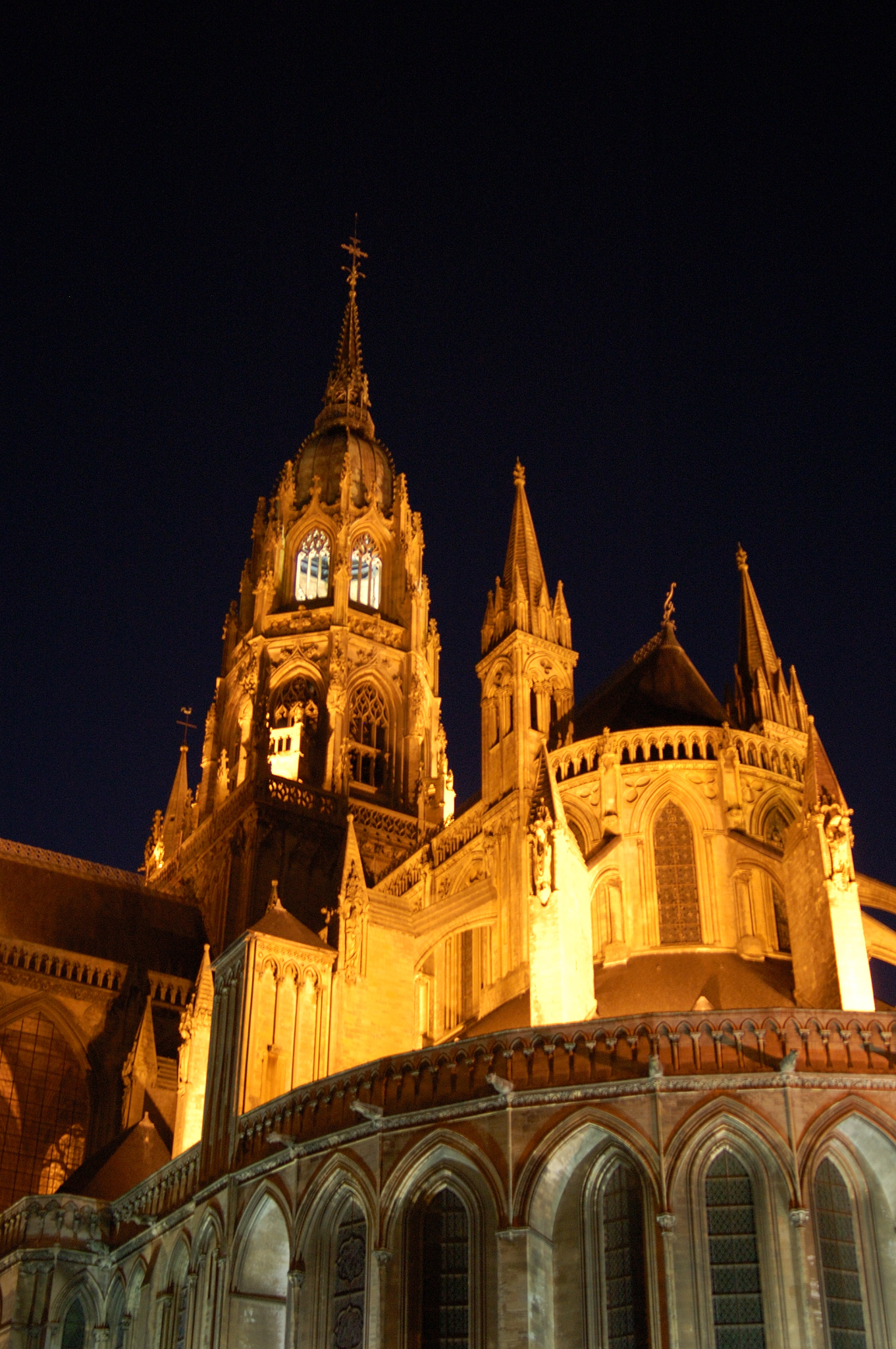
Vista nocturna.
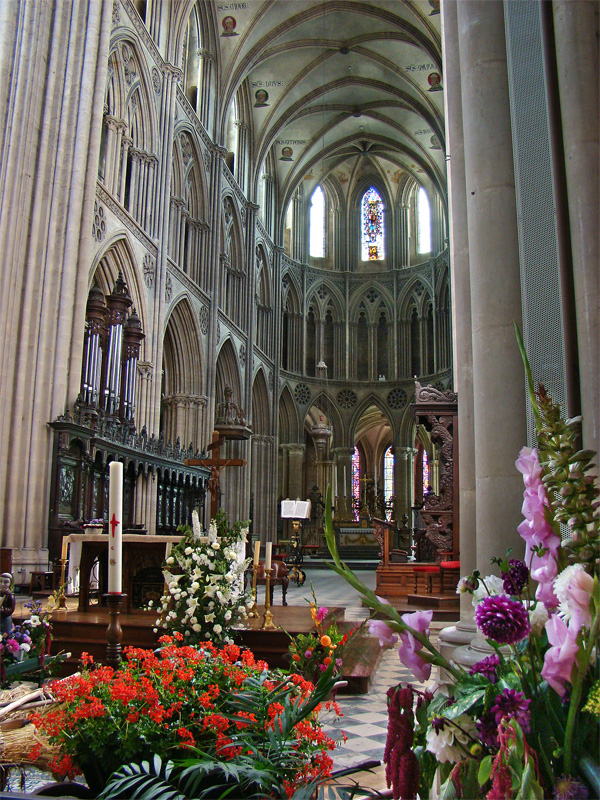
Coro, gótico.
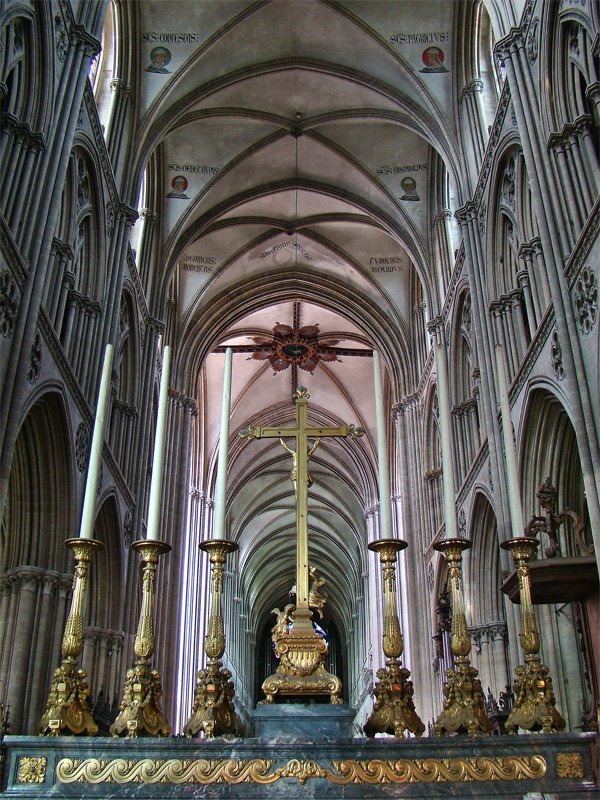
Altar mayor, neoclásico.
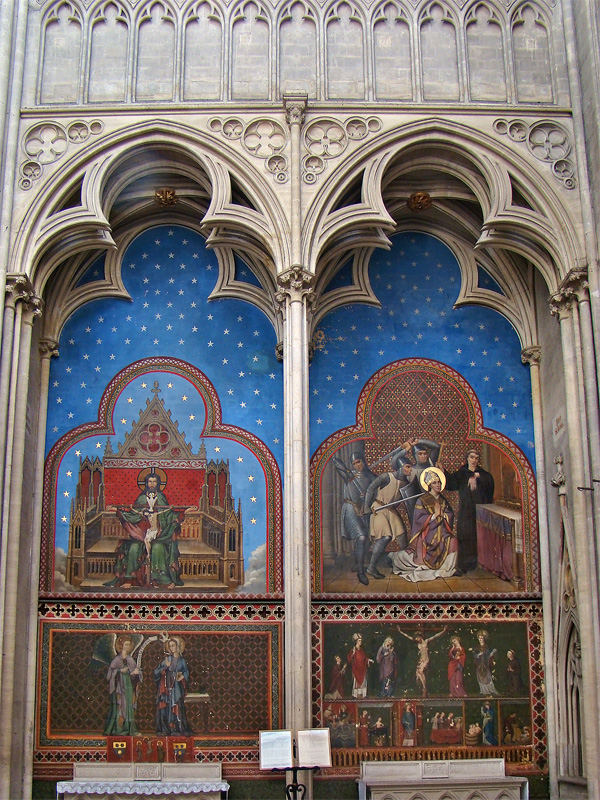
Capillas del lado sur del trasepto.
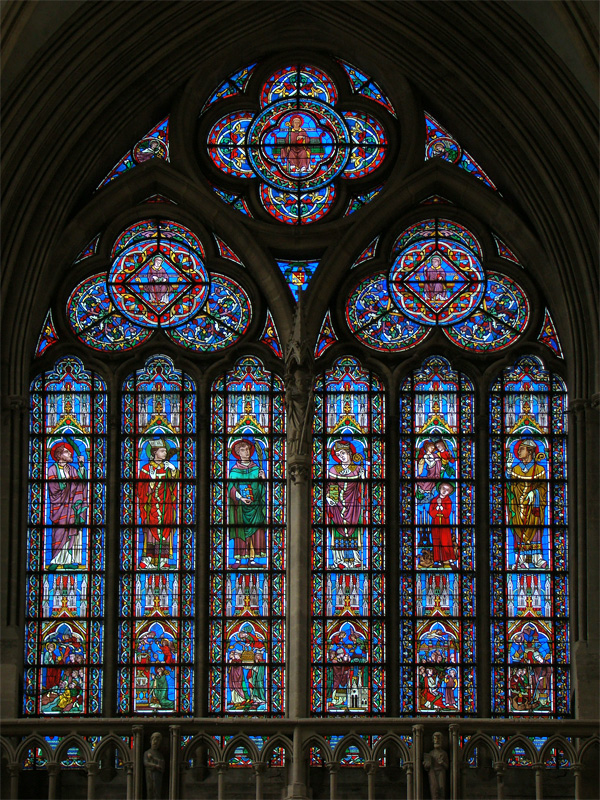
Vidriera del lado sur del trasepto.
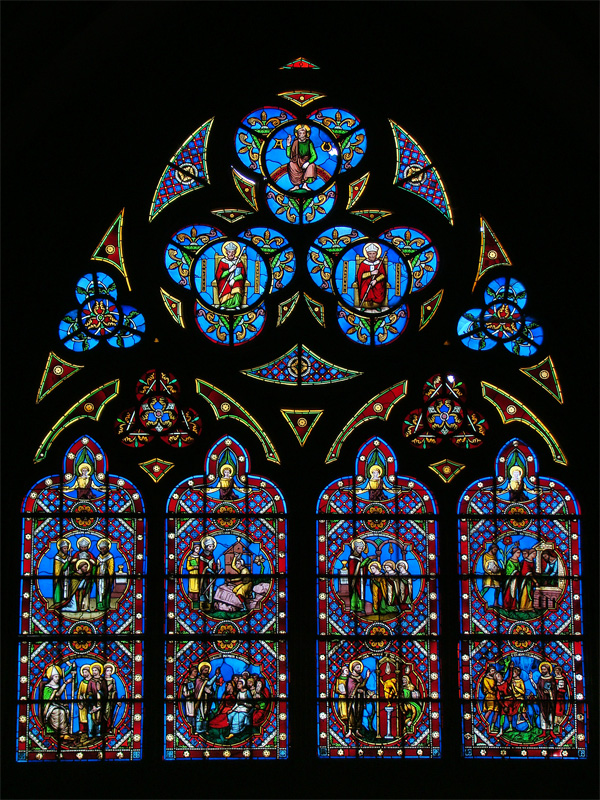
Capilla de la nave sur.